# Liste der Kurfürsten, Herzöge und Könige von Sachsen

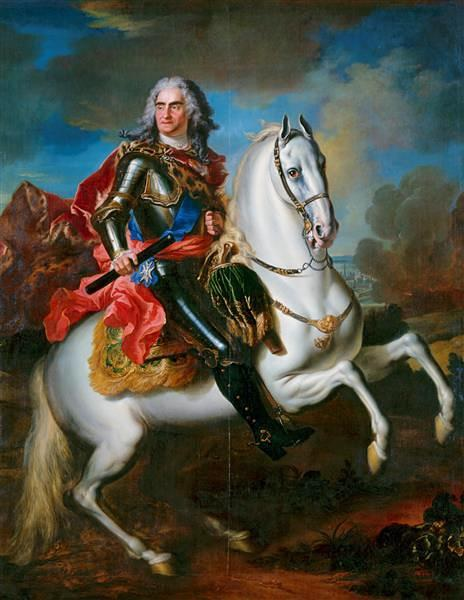
Kurfürst Friedrich August I.
Durch die polnische Königswürde wird „August der Starke“ oft fälschlich als König von Sachsen bezeichnet.

Die Liste der Kurfürsten, Herzöge und Könige umfasst in chronologischer Reihenfolge die (ober-)sächsischen Herrscher von der Erhebung des alten Teilherzogtums Sachsen-Wittenberg unter den Askaniern in den Kurfürstenstand (1356) über deren Aussterben und den Übergang der kurfürstlichen Rechte und Territorien zum Besitzstand der Wettiner bis hin zum Ende der Monarchie (1918) im zum Königreich erhobenen Sachsen als dem Vorgänger des heutigen Freistaats. Beide Adelsgeschlechter praktizierten dabei eine patrilineare Thronfolge, d. h., als Thronerben kamen nur die Söhne eines Herrschers oder – falls keine vorhanden waren – seine Brüder in Frage. Kurfürstinnen, Herzoginnen und Königinnen von Sachsen gab es folglich nicht aus eigenem Recht, sondern als Ehrentitel der Gemahlinnen des jeweiligen Herrschers. Sie finden sich in der Liste der Kurfürstinnen, Herzoginnen und Königinnen von Sachsen.
Sofern nicht anders vermerkt, handelt es sich bei den hier aufgelisteten Herrschern um die Söhne ihrer Vorgänger. Aufgrund mangelnder Primogenitur waren jedoch bis in die späte Zeit alle männlichen Nachkommen gleichermaßen erbberechtigt, weshalb es zu vielfältigen und komplizierten Absplitterungen von Territorien und dem Herausbilden neuer Nebenlinien kam. So regierten beispielsweise im 15. Jahrhundert neben dem Kurfürsten selbst zeitweise auch dessen Onkel und Brüder über eigenständige und für diese aus dem Besitz des Gesamthauses herausgelöste Ländereien – da es auf Grund vorangegangener Belehnungen der Wettiner zu gesamter Hand möglich war, dass alle (auch jüngere) Mitglieder einer fürstlichen Familie sämtliche Titel des Gesamthauses führen konnten, trug z. B. jeder Wettiner ab 1423 den Titel eines Herzogs von Sachsen – unabhängig davon, ob er auch Kurfürst des Reiches war, nur über Landstriche in Thüringen verfügte oder nichtregierender Prinz war.

## Die Askanier
Die 1356 von Kaiser Karl IV. erlassene Goldenen Bulle zählte das Herzogtum Sachsen-Wittenberg unter die Kurfürsten. Dadurch wurde Sachsen-Wittenberg das bereits vorher ausgeübte Recht der Königswahl sowie viele weitere Privilegien verbrieft, was die Herzöge unter die ranghöchsten Fürsten des Reiches aufsteigen ließ.
|  | Name (Lebensdaten)                                                      | Regierungszeit | Anmerkungen                                                                    |
|  | ----------------------------------------------------------------------- | -------------- | ------------------------------------------------------------------------------ |
|  | Rudolf I. (* um 1284; † 12. März 1356)                                  | 1356           | Seit 1298 Herzog von Sachsen-Wittenberg.                                       |
|  | Rudolf II. (* um 1307; † 6. Dezember 1370)                              | 1356–1370      | Streit mit Sachsen-Lauenburg um die Kurwürde und mit den Wettinern um Gebiete. |
|  | Wenzel (* um 1337; † 15. Mai 1388)                                      | 1370–1388      | Bruder Rudolfs II. Ebenfalls Fürst von Lüneburg.                               |
|  | Rudolf III. (* vor 1367; † 11. Juni 1419)                               | 1388–1419      | Nahm an den Hussitenkriegen teil. Auf dem Weg nach Böhmen vergiftet.           |
|  | Albrecht III., „der Arme“ (* um 1375/1380; † vor dem 12. November 1422) | 1419–1423      | Bruder Rudolfs III. Letzter Kurfürst aus dem Geschlecht der Askanier.          |

## Die Wettiner
Nach dem Aussterben der wittenbergischen Askanier wurde Markgraf Friedrich IV. von Meißen mit dem Herzogtum Sachsen-Wittenberg unter Anerkennung der damit verbundenen Kurwürde belehnt. Der Name Sachsen wanderte damit nun weiter elbaufwärts, um letztendlich auch alle anderen wettinischen Territorien (einschließlich der Kernlande Mark Meißen und der Landgrafschaft Thüringen) abzudecken. Das nun entstandene neue Kurfürstentum Sachsen hatte jedoch mit dem alten Stammesherzogtum (Hauptteil des heutigen Niedersachsens) und mit dem vormaligen Länder-Komplex der Askanier, denen weiterhin Lauenburg und Anhalt gehörten, nichts mehr gemein.
|  | Name (Lebensdaten)                                                        | Regierungszeit | Anmerkungen |
|  | ------------------------------------------------------------------------- | -------------- | --- |
|  | Friedrich I., „der Streitbare“ (* 11. April 1370; † 4. Januar 1428)       | 1423–1428      | Bereits seit 1381 als Friedrich IV. Markgraf von Meißen und Pfalzgraf von Sachsen. |
|  | Friedrich II., „der Sanftmütige“ (* 22. August 1412; † 7. September 1464) | 1428–1464      | Als Friedrich V. Markgraf von Meißen und Pfalzgraf von Sachsen. Das durch Erbfall 1440 zurückgewonnene Thüringen überließ er in der Altenburger Teilung von 1445 seinem jüngeren Bruder Wilhelm. Nach Friedrichs Tod übernahmen seine Söhne Ernst und Albrecht zunächst gemeinsam die Regierung. |

### Die Leipziger Teilung
Die Brüder Ernst und Albrecht teilten in der Leipziger Teilung von 1485 die wettinischen Lande unter sich auf. Das Herzogtum Sachsen-Wittenberg (mit dem späteren Kurkreis) und die damit verbundene Kurwürde sowie der Großteil der thüringischen Ländereien verblieben bei Ernst und seinen Nachkommen („ernestinische Linie“). Die Nachkommen Albrechts („albertinische Linie“) erhielten den Hauptteil Meißens und regierten fortan in Dresden als Herzöge von Sachsen.
|  | Name (Lebensdaten)                                                  | Regierungs- zeit | Anmerkungen                                                                             |
|  | ------------------------------------------------------------------- | ---------------- | --------------------------------------------------------------------------------------- |
|  | Ernst (* 24. März 1441; † 26. August 1486)                          | 1464–1486        | 1485 kam es zur Teilung der wettinischen Lande zwischen ihm und seinem Bruder Albrecht. |
|  | Friedrich III., „der Weise“ (* 17. Januar 1463; † 5. Mai 1525)      | 1486–1525        | Unterstützte Martin Luther.                                                             |
|  | Johann „der Beständige“ (* 13. Juni 1468; † 16. August 1532)        | 1525–1532        | Bruder Friedrichs III. Mitbegründer des Schmalkaldischen Bundes.                        |
|  | Johann Friedrich „der Großmütige“ (* 30. Juni 1503; † 3. März 1554) | 1532–1547        | Musste die Kurwürde und große Gebiete an seinen Vetter Moritz abtreten.                 |

|  | Name (Lebensdaten)                                              | Regierungs- zeit | Anmerkungen |
|  | --------------------------------------------------------------- | ---------------- | --- |
|  | Albrecht „der Beherzte“ (* 31. Juli 1443; † 12. September 1500) | 1485–1500        | Ebenfalls Gubernator von Friesland.                                                                                 |
|  | Georg „der Bärtige“ (* 27. August 1471; † 17. April 1539)       | 1500–1539        | Gegner des Protestantismus.                                                                                         |
|  | Heinrich „der Fromme“ (* 16. März 1473; † 18. August 1541)      | 1539–1541        | Bruder Georgs des Bärtigen. Trat zum Protestantismus über.                                                          |
|  | Moritz (* 21. März 1521; † 11. Juli 1553)                       | 1541–1547        | Stellte sich im Schmalkaldischen Krieg auf die Seite von Kaiser Karl V., führte 1552 den Fürstenaufstand gegen ihn. |

### Kursachsen unter den Albertinern
Im Ergebnis des Schmalkaldischen Krieges verlor Johann Friedrich als Oberhaupt des Schmalkaldischen Bundes große Teile seines Landes im Obersächsischen und die Kurwürde an seinen Vetter Moritz, der auf der Seite des Kaisers gestanden hatte. Seine Söhne konnten nur die Besitzungen in Thüringen behalten.
|  | Name (Lebensdaten)                                                         | Regierungszeit | Anmerkungen |
|  | -------------------------------------------------------------------------- | -------------- | --- |
|  | Moritz (* 21. März 1521; † 11. Juli 1553)                                  | 1547–1553      | Seit 1541 bereits Herzog des albertinischen Sachsens. Wegen seines eigennützigen Verrats an der protestantischen Sache auch „Judas von Meißen“ genannt. |
|  | August (* 31. Juli 1526; † 11. Februar 1586)                               | 1553–1586      | Bruder von Moritz. Bekämpfte den Calvinismus. Unter seiner Herrschaft erlebte Sachsen eine wirtschaftliche und soziale Blüte. Prototyp des fürsorglichen Landesfürsten („Vater August“). |
|  | Christian I. (* 29. Oktober 1560; † 25. September 1591)                    | 1586–1591      | Die bereits unter seinem Vater August begonnene Vermessung Kursachsens wird während seiner Herrschaft abgeschlossen. |
|  | Christian II. (* 23. September 1583; † 23. Juni 1611)                      | 1591–1611      | Kam bereits im Kindesalter auf den Thron und stand daher bis 1601 unter Vormundschaft des Herzogs Friedrich Wilhelm von Sachsen-Weimar. |
|  | Johann Georg I. (* 5. März 1585; † 8. Oktober 1656)                        | 1611–1656      | Bruder von Christian II. Während des Dreißigjährigen Krieges verhielt er sich zunächst neutral, verbündete sich dann aber mit den Schweden und nach dem Tod Gustav Adolfs mit Kaiser Ferdinand II. Auf Grund seiner Jagdleidenschaft und seines groben Wesens „Bären-Georg“ genannt. Testamentarisch ließ er die Abspaltung eigener Herrschaftsgebiete für seine nachgeborenen Söhne verfügen (siehe hierzu die Herzogtümer Sachsen-Weißenfels, Sachsen-Merseburg und Sachsen-Zeitz). |
|  | Johann Georg II. (* 10. Juni 1613; † 1. September 1680)                    | 1656–1680      | Widmete sich dem wirtschaftlichen Wiederaufbau Sachsens nach dem Dreißigjährigen Krieg. |
|  | Johann Georg III. (* 30. Juni 1647; † 22. September 1691)                  | 1680–1691      | Führte in Sachsen ein stehendes Heer ein, daher auch „der Sächsische Mars“ genannt. |
|  | Johann Georg IV. (* 18. Oktober 1668; † 27. April 1694)                    | 1691–1694      | Starb nach nur drei Jahren Herrschaft an den Blattern. |
|  | Friedrich August I., „der Starke“ (* 12. Mai 1670; † 1. Februar 1733)      | 1694–1733      | Bruder von Johann Georg IV. Als August II. 1697–1704 und 1709–1733 König von Polen und Großherzog von Litauen. Dresden und Warschau erlebten unter seiner Herrschaft ihre kulturelle und architektonische Blüte. |
|  | Friedrich August II. (* 17. Oktober 1696; † 5. Oktober 1763)               | 1733–1763      | Als August III. ebenfalls König von Polen und Großherzog von Litauen. Die Niederlage gegen Preußen im Siebenjährigen Krieg stürzte Sachsen in den finanziellen Ruin. |
|  | Friedrich Christian (* 5. September 1722; † 17. Dezember 1763)             | 1763           | Starb nach nur 74 Tagen Herrschaft an den Blattern. |
|  | Friedrich August III., „der Gerechte“ (* 23. Dezember 1750; † 5. Mai 1827) | 1763–1806      | Kam bereits im Kindesalter auf den Thron. Bis zum Erreichen der Volljährigkeit im Jahre 1768 fungierte daher sein Onkel Prinz Franz Xaver als vormundschaftlicher Administrator. Seine Mutter Kurfürstinwitwe und -mutter Maria Antonia Walpurgis war ebenfalls in das Regierungshandeln involviert. Er verzichtete später auf die polnische Krone und beteiligte sich zunächst weder am Reichsdeputationshauptschluss noch an der Gründung des Rheinbundes.                          |

### Erhebung zum Königreich Sachsen
Napoleon erhob das auf seiner Seite stehende Kurfürstentum Sachsen 1806 zum Königreich.
|  | Name (Lebensdaten)                                         | Regierungszeit | Anmerkungen |
|  | ---------------------------------------------------------- | -------------- | --- |
|  | Friedrich August I., „der Gerechte“                        | 1806–1827      | 1806 stellte er sich während der Napoleonischen Kriege auf die Seite Frankreichs, wofür er von Napoleon zum König erhoben wurde. 1807–1815 war er Herzog von Warschau. Nach dem Wiener Kongress verlor Sachsen über die Hälfte seines Territoriums an Preußen, darunter auch den alten sächsischen Kurkreis um Wittenberg (preußische Provinz Sachsen), womit das Königreich Sachsen die letzte geografische Verbindung zum mittelalterlich-sächsischen Herzogtum verlor und sich nun gänzlich auf die alte Mark Meißen beschränkte. |
|  | Anton „der Gütige“ (* 27. Dezember 1755; † 6. Juni 1836)   | 1827–1836      | Bruder Friedrich Augusts I. Eine neue Verfassung machte Sachsen zur konstitutionellen Monarchie. |
|  | Friedrich August II. (* 18. Mai 1797; † 9. August 1854)    | 1836–1854      | Neffe Antons. Starb in Tirol nach einem Unfall. |
|  | Johann (* 12. Dezember 1801; † 29. Oktober 1873)           | 1854–1873      | Bruder Friedrich Augusts II. Im Deutschen Krieg von 1866 kämpfte Sachsen auf der Seite von Österreich. Nach der Niederlage von Königgrätz folgte der Beitritt zum Norddeutschen Bund und schließlich zum Deutschen Kaiserreich. |
|  | Albert (* 23. April 1828; † 19. Juni 1902)                 | 1873–1902      | Führte in Dresden einige bedeutende Bauprojekte durch, darunter den Bau der größten zusammenhängenden Kasernenanlage Deutschlands in der Albertstadt. |
|  | Georg (* 8. August 1832; † 15. Oktober 1904)               | 1902–1904      | Bruder Alberts. Er war bei seinem Amtsantritt beinahe 70 und regierte nur zwei Jahre. |
|  | Friedrich August III. (* 25. Mai 1865; † 18. Februar 1932) | 1904–1918      | Letzter sächsischer König. Dankte nach der Novemberrevolution 1918 ab. |

## Filme
- Leitung Guido Knopp und Peter Arens, Autoren Jan Peter und Yury Winterberg: Die Deutschen II., 6 Teil, August der Starke und die Liebe, ZDF Enterprises GmbH, Gruppe 5 Filmproduktion GmbH, Köln 2010, ISBN 978-3-8312-9952-2,  https://www.zdf.de/dokumentation/die-deutschen/august-der-starke-und-die-liebe-100.html